# هیروجی یمامورا
هیروجی یمامورا (به انگلیسی: Hiroji Imamura) بازیکن فوتبال اهل ژاپن و عضو تیم ملی فوتبال ژاپن است که در تاریخ ۰۸ اوت ۱۹۷۶ میلادی اولین بازی ملی‌اش را انجام داد. او در ۴ بازی ملی حضور داشت و آخرین بازی ملی خود را در تاریخ ۲۲ اوت ۱۹۷۶ میلادی انجام داد. هیروجی یمامورا در بازی‌های ملی‌اش
گلی به ثمر نرساند.